# Wadi Khanzir
Wadi Khanzir este un curs de apă, afluent al râului Khabur în nord-estul Siriei.